# Sabina Ddumba
Sabina Ddumba (ur. 23 lutego 1994 w Sztokholmie) – szwedzka piosenkarka i autorka piosenek ugandyjskiego pochodzenia.

## Życiorys

### Wczesne lata
Sabina Ddumba urodziła się 23 lutego 1994 w Sztokholmie jako szósta z ośmiorga dzieci Ugandyjczyków mieszkających w Szwecji. Wokalistka wraz z rodzeństwem dorastała w miejscowości Fisksätra. Kiedy miała osiem lat, jej matka opuściła rodzinę i wróciła do Ugandy. W wieku czternastu lat wstąpiła do chóru gospel o nazwie Tensta Gospel Choir, w którym śpiewała około sześciu lat.

### Kariera
Swoją karierę rozpoczęła w 2012 roku od udziału w pierwszej edycji szwedzkiej wersji programu X Factor, emitowanego w telewizji TV4. Rok później nagrała chórki do piosenki Katy Perry pod tytułem „Walking on Air”, która znalazła się na jej albumie Prism.

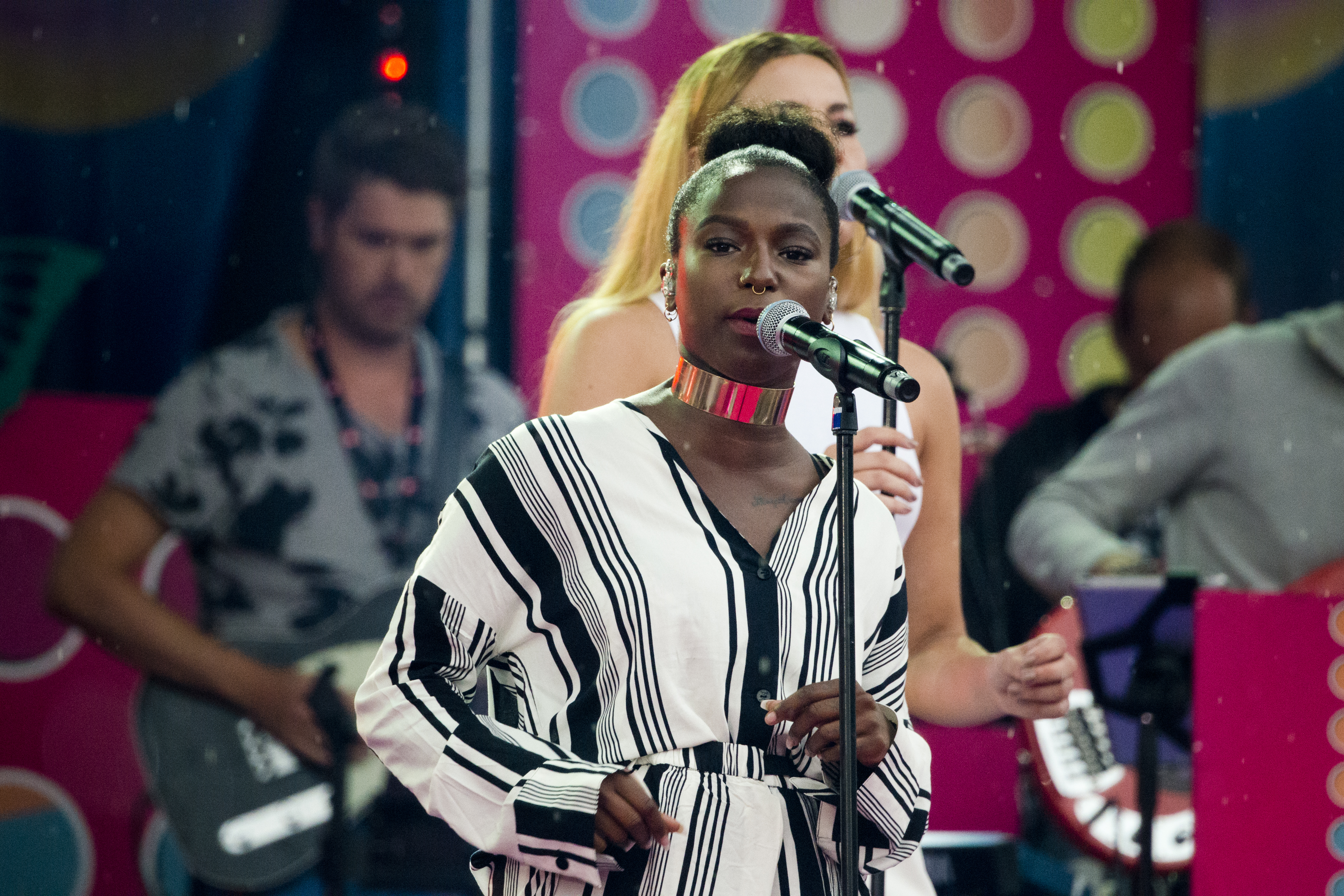
Sabina Ddumba podczas występu w programie Sommarkrysset (2016)

W 2014 roku został wydany jej debiutancki singel „Scarred for Life”. Przełom w jej karierze nastąpił jednak w kolejnym roku, kiedy to premierę miał drugi singel wokalistki „Effortless”. Piosenka znalazła się na 57. miejscu na oficjalnej liście sprzedaży w Szwecji i uzyskała tam status platynowej płyty, rozchodząc się w ponad 40 tysiącach kopii. W tym samym roku odbyła się premiera jej trzeciego singla „Not Too Young”, który dotarł do 7. miejsca na krajowej liście sprzedaży i pokrył się w Szwecji potrójną platyną za sprzedaż w nakładzie przekraczającym 120 tysięcy kopii. Single „Effortless” i „Not Too Young” przyniosły piosenkarce prestiżową nagrodę Grammis w kategorii Debiut roku oraz nagrodę P3 Guld w tej samej kategorii, przyznawaną przez radio Sveriges Radio P3.
W 2016 roku premierę miał czwarty singel wokalistki „Kingdom Come”. 28 października ukazał się jej debiutancki album studyjny zatytułowany Homeward Bound. Płyta była notowana na 10. miejscu na szwedzkiej liście sprzedaży i otrzymało status złotej płyty za sprzedaż w nakładzie przekraczającym 20 tysięcy sztuk.

## Dyskografia

### Albumy studyjne
| Rok  | Dane dot. albumu | Najwyższe pozycje na liście | Certyfikat         | Sprzedaż       |
| Rok  | Dane dot. albumu | SWE                         | Certyfikat         | Sprzedaż       |
| ---- | --- | --------------------------- | ------------------ | -------------- |
| 2016 | Homeward Bound - Wydany: 28 października 2016 - Wytwórnia: Warner Music Sweden - Format: CD, digital download                  | 10                          | - SWE: złota płyta | - SWE: 20 000+ |
| 2017 | Så mycket bättre 2017 – Tolkningarna - Wydany: 11 grudnia 2017 - Wytwórnia: Warner Music Sweden - Format: CD, digital download | 10                          |                    |                |

### Single
| Rok                          | Tytuł                 | Najwyższe pozycje na liście | Certyfikat        | Sprzedaż        | Album          |
| Rok                          | Tytuł                 | SWE                         | Certyfikat        | Sprzedaż        | Album          |
| ---------------------------- | --------------------- | --------------------------- | ----------------- | --------------- | -------------- |
| 2014                         | „Scarred for Life”    | –                           |                   |                 | Homeward Bound |
| 2015                         | „Effortless”          | 57                          | - SWE: platyna    | - SWE: 40 000+  | Homeward Bound |
| 2015                         | „Not Too Young”       | 7                           | - SWE: 3× platyna | - SWE: 120 000+ | Homeward Bound |
| 2016                         | „Kingdom Come”        | –                           |                   |                 | Homeward Bound |
| 2016                         | „Time”                | 91                          |                   |                 | Homeward Bound |
| 2016                         | „Did It for the Fame” | 44                          | - SWE: złoto      | - SWE: 20 000+  | Homeward Bound |
| 2018                         | „Small World”         | 69                          |                   |                 | –              |
| „–” singel nie był notowany. |                       |                             |                   |                 |                |

### Inne notowane utwory
| Rok  | Tytuł                                            | Najwyższe pozycje na liście | Certyfikat     | Sprzedaż       | Album                                |
| Rok  | Tytuł                                            | SWE                         | Certyfikat     | Sprzedaż       | Album                                |
| ---- | ------------------------------------------------ | --------------------------- | -------------- | -------------- | ------------------------------------ |
| 2017 | „Vågorna”                                        | 19                          | - SWE: platyna | - SWE: 40 000+ | Så mycket bättre 2017 – Tolkningarna |
| 2017 | „It’s Been Hurting All the Way with You, Joanna” | 77                          |                |                | Så mycket bättre 2017 – Tolkningarna |
| 2017 | „Manboy”                                         | 27                          | - SWE: złoto   | - SWE: 20 000+ | Så mycket bättre 2017 – Tolkningarna |
| 2017 | „Varför är kärleken röd”                         | 57                          |                |                | Så mycket bättre 2017 – Tolkningarna |

### Teledyski
| Rok  | Tytuł              | Reżyser             |
| ---- | ------------------ | ------------------- |
| 2014 | „Scarred for Life” | Nikeisha Andersson  |
| 2015 | „Effortless”       | Nikeisha Andersson  |
| 2016 | „Not Too Young”    | Christofer Nilsson  |
| 2016 | „Time”             | Robin Kempe-Bergman |

## Nagrody i nominacje
| Rok  | Konkurs     | Kategoria                                                               | Rezultat  |
| ---- | ----------- | ----------------------------------------------------------------------- | --------- |
| 2016 | P3 Guld     | Debiut roku                                                             | Wygrana   |
| 2016 | P3 Guld     | Piosenka roku („Effortless”)                                            | Nominacja |
| 2016 | Grammis     | Wydawnictwo roku w gatunku hiphop/soul („Effortless” i „Not Too Young”) | Nominacja |
| 2016 | Grammis     | Debiut roku                                                             | Wygrana   |
| 2016 | Rockbjörnen | Przełom roku                                                            | Nominacja |
| 2017 | Grammis     | Pop roku                                                                | Nominacja |